# Barbara Pregelj
Barbara Pregelj, slovenska prevajalka, literarna zgodovinarka in kulturna promotorka, * 12. april 1970, Ptuj.

## Življenje
Svoje šolanje je začela na Osnovni šoli Franceta Bevka v Ljubljani leta 1978. Med letoma 1985 in 1989 je obiskovala Srednjo šolo za družboslovje in splošno kulturo, prav tako v Ljubljani (današnja Gimnazija Poljane). Leta 1989 se je vpisala na Filozofsko fakulteto. 
Izbrala je dvopredmetni študij španskega jezika s književnostjo ter primerjalno književnost. Dodiplomski študij je zaključila leta 1995. Od marca do julija 1995 je bila na španski univerzi Uiversidad de Salamanca, kjer je izbrala programa Especial Inidividualizado, predavanja o književnosti srednjega veka in književnosti zlate dobe; Sodobno špansko pripovedništvo. 
Od novembra 1995 do avgusta 1996 je bila zaposlena kot bibliotekarka v knjižnici oddelka za romanske jezike in književnosti na Filozofski fakulteti, od oktobra istega leta dalje pa je bila asistentka za špansko in hispanoameriško književnost na katedri za hispanistiko. Leta 1999 je magistrirala s področja španske književnosti, leta 2002 pa doktorirala iz literarnih ved, smer slovenska književnost. Od leta 2004 ima status samostojne ustvarjalke na področju kulture, vpisana je v razvid Ministrstva za kulturo Republike Slovenije.
Med drugim je članica Društva slovenskih književnih prevajalcev, Slavističnega društva Slovenije in Znanstvenega komiteja kongresa Congreso de Cultura Europea.

## Delo
Njeno delo obsega predvsem književne prevode in prevode v revijalnih objavah, organizira pa tudi strokovna in znanstvena srečanja.
Bila je zunanja ocenjevalka za španski jezik s književnostjo na maturi v letih 1998–1999 in 2001–2008. Je zunanja članica Šolske maturitetne komisije na Gimnaziji Poljane.
Za prevod Debeljakovega eseja Somrak idolov v španščino je dobila nagrado Trubarjevega sklada, bila pa je nominirana za Herbersteinski/Lirikonov zlát 2007 (za prevode pesmi Ángela Gonzáleza) in za Herbersteinski/Lirikonov zlát 2008 (za prevode Mariasun Lande).

## Izbrana bibliografija
Znanstvene objave
- Reflexiones sobre Brevísima relación de la destrucción de las indias de Fray Bartolomé de las Casas. Verba Hisp., 1992. 131–134.
- Zgledno omledno: trivialno v slovenski postmoderni književnosti, (Slavistična knjižnica, 12). Ljubljana: Slavistično društvo Slovenije, 2007. (COBISS)

Uredniško delo
- Literatura v večkulturnem položaju in ustvarjalno delo Jolke Milič. Nova Gorica: Univerza, 2006. (COBISS)
- Pogledi na Simona Gregorčiča. Nova Gorica: Univerza, 2006. (ur. Barbara Pregelj in Zoran Božič) (COBISS)

Strokovna kritika
- Kot, kjer je shranjeno vesolje: Justo Jorge Padron: Krogi pekla. Literatura, april 2002. (COBISS)
- Dvojezična antologija slovenske literature. SR, jan.–mar. 2006. 107–109. (COBISS)
- Slovenski literarni prevod. SR, jan.–mar. 2006. 111–113. (COBISS)

Prevodi
- Bartolomé Las Casas: Uničevanje Indijancev in evangelizacija, (Zbirka Studenci žive vode, Nova serija, 21). Celje: Mohorjeva družba, 1993. (COBISS)
- Aleš Debeljak : El crepúscolo de los ídolos: Muerte del siglo veinte en los Balcanes. Donostia: GAKOA, 1999. (COBISS)
- Carlos Puerto. Zakaj prav jaz? (Metuljev let). Tržič: Učila, 2000. (COBISS)